# لا رحمة (2003)
لا رحمة هو مسمى حدث رياضي خاص بمصارعة المحترفين بنظام الدفع لكل عرض (PPV) التي تنتجها مؤسسة المصارعة العالمية للترفيه (WWE). أقيمت في 19 أكتوبر 2003، في رويال فارمز ارينا في بالتيمور ، ماريلاند.وكان هذا هو الحدث السادس تحت التسلسل الزمني لـأحداث نو ميرسي (لا رحمة ) الرياضية للنجوم المصارعين المميزين تحت العلامة التجارية سماكداون وتوسعات علامة دبليو دبليو إي.
تم تحديد تسع مباريات مصارعة محترفة على بطاقة الحدث الرياضي، وشهد الحدث الرئيسي هزيمة أندرتيكر على يد بطل مصارعة دبليو دبليو إي بروك ليسنر الذي سعى للاحتفاظ ببطولته في المباراة حيث تم تعليق سلسلة على عمود بحيث يمكن أن استخدامها كسلاح قانوني لأول رجل يصل إليها في ما يسمى بمباراة الأشرطة. تم جدولة نوبتين مميزتين على المباريات التمهيدية. وفي مباراة قياسية لبطولة WWE بالولايات المتحدة، هزم المصارع بيغ شو غريمه إدي غيريرو ليفوز باللقب، وكانت المباراة الأخرى أيضًا مباراة قياسية، حيث هزم المصارع كورت أنجل غريمه المصارع جون سينا.
حضر حدث لا رحمة الرياضي (نو ميرسي No Mercy) حوالي 8500 من الجمهور وتلقت المنظمة حوالي 254000 من طلبات الشراء (الدفع مقابل العرض)، أكثر من حدث العام الذي تلاه. وساعد هذا الحدث منظمة WWE في زيادة إيراداتها الناتجة من خدمات الدفع لكل عرض بقيمة $ 6.2 مليون عن العام الذي سبقه.
وعندما تم إصدار الحدث على قرص DVD ، وصل إلى ذروة المركز السابع على مخطط مبيعات أقراص DVD الخاص بـمجلة بيل Billboard .

## الحبكات (السيناريو)
تميز الحدث بتسع مباريات مصارعة محترفة بنتائج محددة مسبقًا من قبل كتاب سيناريو WWE. تضمنت المباريات مصارعين يصورون شخصياتهم في قصص مخطط لها حدثت قبل الحدث وأثناءه وبعده. كل المصارعين كانوا من سماكدوون!

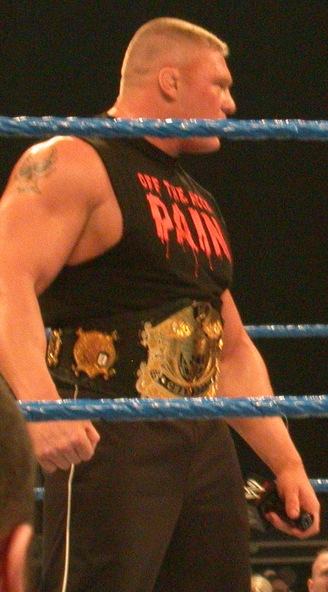
بروك ليسنر في بطولة WWE

كان الحدث الرئيسي في مباريات «لا رحمة» (نو ميرسي No Mercy) عبارة عن مباراة الأشرطة، شهد الحدث الرئيسي هزيمة أندرتيكر على يد بطل مصارعة دبليو دبليو إي بروك ليسنر الذي سعى للاحتفاظ ببطولته في المباراة حيث تم تعليق سلسلة على عمود بحيث يمكن أن استخدامها كسلاح قانوني لأول رجل يصل إليها في ما يسمى بمباراة الأشرطة.الأشرطة لبطولة دبليو دبليو إي WWE.
في هذه المباراة، تم تعليق سلسلة على عمود فوق الحلبة، وعندما يتم استردادها يمكن استخدامها كسلاح قانوني. كانت المباراة بين بروك ليسنر بطل WWE ، الذي دافع ضد غريمه المصارع أندرتيكر. بدأ الاستعداد للمباراة في حلقة 28 أغسطس في مواجهة عنيفة! ، عندما هزم المصارع أندرتيكر منافسيه المصارعين ليسنر وذا بيج شو في مباراة ثلاثية التهديد (مباراة تتكون من ثلاث مصارعين)، وحصل على اللقب ضد المصارع كورت أنجل بطل WWE آنذاك.
في حلقة 4 سبتمبر من المواجهة العنيفة ! ، صارع كورت أنجل على لقب البطولة ضد منافسه أندرتيكر، ومع ذلك، انتهت المباراة بلا فائز بعد أن تدخل بروك ليسنروهاجمهم على حد سواء بكرسي فولاذي قابل للطي؛ لذا فقد احتفظ كورت أنجل بالبطولة نتيجة لتدخل ليسنار.
في حلقة 18 سبتمبر من المواجهة العنيفة ! ، صارع كورت أنجل على اللقب ضد ليسنر في مباراة من نوع مباراة الرجل الحديدي التي استمرت 60 دقيقة. سجل ليسنر خمسة تثبيتات، بينما سجل أنجل أربعة تثبيتات، وبالتالي فاز ليسنر بالمباراة وأصبح بطل WWE الجديد.
في حلقة 25 سبتمبر من المواجهة العنيفة ! ، أقام رئيس منظمة دبليو دبليو إي WWE السيد فينس مكماهون حفل لتقديم بطل WWE الجديد الفائز باللقب وهو ليسنر، ولكن قاطعه المصارع أندرتيكر والسيدة ستيفاني مكماهون مدير عام سماك داون! ، التي أعلنت أن ليسنر سيواجه أندرتيكر في الحلقة القادمة حلقة 9 أكتوبر من المواجهة العنيفة ! من موسم بطولة لا رحمة لبطولة WWE. ، وبالنسبة لحلقة 25 سبتمبر فقد صارع ليسنر على اللقب ضد بول لندن. ثم تم قطع المباراة أيضا من قبل أندرتيكر، الذي كان قد اجتمع مع ستيفاني في وقت سابق من تلك الليلة. وأعلن أن مباراته مع ليسنر في موسم بطولة لا رحمة ستكون مباراة من نوع مباراة شهد الحدث الرئيسي هزيمة أندرتيكر على يد بطل مصارعة دبليو دبليو إي بروك ليسنر الذي سعى للاحتفاظ ببطولته في المباراة حيث تم تعليق سلسلة على عمود بحيث يمكن أن استخدامها كسلاح قانوني لأول رجل يصل إليها في ما يسمى بمباراة الأشرطة.الأشرطة.
شهدت إحدى المباريات المميزة ضمن المباريات التمهيدية مصارعة إيدي غيريرو بطل WWE للولايات المتحدة على لقب البطولة ضد ذا بيج شو.
بدأت الأحداث التي سبقت هذه المباراة في حلقة 9 أكتوبر من المواجهة العنيفة ! ، عندما أُعلن أن إيدي غيريرو سيواجه ذا بيج شو في «لا رحمة» للحصول على اللقب.
وفي وقت لاحق من الليل، جذب تشافو غيريرو المصارع ذا بيج شو إلى خارج الحلبة، ثم تبعه المصارع إيدي الذي جلب شاحنة محملة بمياه الصرف الصحي إلى الساحة وقام برش المصارع ذا بيج شو بمياه الصرف الصحي الخام.
وفي حلقة 16 أكتوبر من المواجهة العنيفة ! ، هزم المصارع غيريرو منافسه راينو في مباراة من نوع«بدون لقب». بعد ذلك هاجم غيريرو منافسه ذا بيج شو باستخدام حزامه المرسوم عليه توقيعه «سيارة منخفضة نحو الأرض» كسلاح.

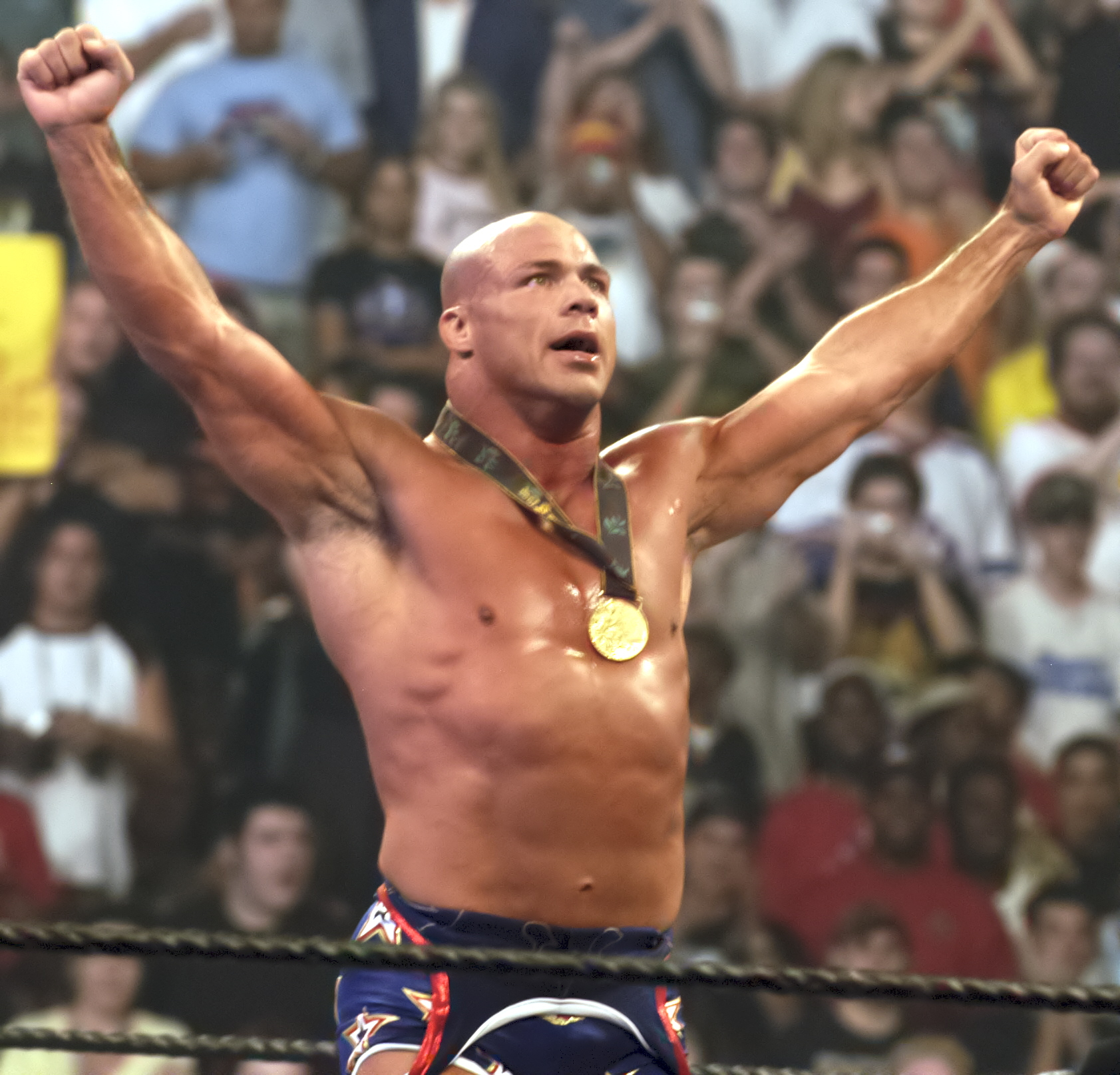
كورت أنجل ، الذي واجه جون سينا في حدث لا رحمة الرياضي

ظهرت مباراة أخرى على بطاقة المباريات التمهيدية بين كورت أنجل ضد جون سينا.
و في حلقة 18 سبتمبر من المواجهة العنيفة ! ، خسر كورت أنجل مباراة من نوع الرجل الحديدي أمام بروك ليسنر في بطولة WWE، وكانت المباراة هي المرة الثالثة التي يتصارع فيها كورت أنجل على اللقب ضد ليسنر (الحاصل على الترتيب الأول في موسم راسلمينيا 19 حيث فاز ليسنر أنذاك باللقب وثم كان ليسنر هو الثاني أيضا في موسم سمر سلام (2003) الذي حقق به أنجل لقب المركز الأول آنذاك).
في حلقة 25 سبتمبر من المواجهة العنيفة ! ، حاول المصارع أنجل جذب لسنر إلى خارج الحلبة، مطالبًا بإعادة المباراة، ولكن بدلاً من ذلك جاء جون سينا إلى الحلبة وهاجم كورت أنجل.
في حلقة 2 أكتوبر من المواجهة العنيفة ! ، واجه فريق الثنائي ليسنر وسينا فريق كورت أنجل و أندرتيكر ، وقد فاز فريق الثنائي ليسنر وسينا بعد أن ضرب سينا غريمه أنجل بسلسلة.
في حلقة 9 أكتوبر من المواجهة العنيفة ! ، وقعت معركة راب بين سينا وأنجل، حيث قام الرجلان بأداء موسيقى الراب بإهانة بعضهما البعض. انتهت المعركة بمهاجمة أنجل لغريمه سينا وشرع الاثنان في القتال في الحلبة.

## تفاصيل الحدث
| وظيفة:              | اسم:            |
| ------------------- | --------------- |
| المعلقون الإنجليزية | مايكل كول       |
| المعلقون الإنجليزية | تاز             |
| المعلقين الاسبان    | كارلوس كابريرا  |
| المعلقين الاسبان    | هوغو سافينوفيتش |
| المحاور             | جوش ماثيوز      |
| مذيع الحلبة         | توني شيميل      |
| الحكام              | نيك باتريك      |
| الحكام              | بريان هيبنر     |
| الحكام              | جيم كورديراس    |
| الحكام              | مايك سباركس     |

### سانداي نايت هيت (حلقات مصارعة)
قبل أن يتم البث الحي لحلقات مصارعة:«لا رحمة No Mercy» على نظام الدفع مقابل المشاهدة، واجه بيلي كيدمان منافسه شانون مور في سانداي نايت هيت ، أحد برامج WWE التلفزيونية الثانوية. وقد فاز كيدمان عن طريق التثبيت بعد ضربة قوية على مور.

### المباريات التمهيدية

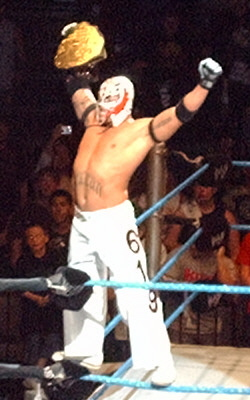
واجه ري ميستيريو منافسه تاجيري في بطولة WWE Cruiserweight

مع بدء موسم مصارعة لا رحمة No Mercy ، واجه ري ميستيريو منافسه تاجيري في بطولة دبليو دبليو إي لوزن كروز (خفيف الثقيل). طوال المباراة، أجرى كلا الرجلين العديد من المناورات الهجومية لكن ميستيريو اكتسب اليد العليا عندما قدم حركة ضربة 619 وحركة بوب الساحل الغربي (حركة بالمصارعة الحرة). قبل أن يتمكن ميستيريو من تثبيت تاجيري، ثم تدخل اثنان من «المشجعين» (تم الكشف لاحقًا عن أنهما رايان ساكودا وجيمس يون) وقاما بتشتيت انتباه ميستيريو.
بعد الإلهاء، أجرى تاجيري ركلة تسمى «بازساو» (ركلة بالقدم) على ميستيريو للاحتفاظ باللقب.
في المباراة التالية، واجه كريس بينوا فريق مات بلوم. تصارع كلا الرجلين بشكل غير حاسم في المراحل الأولى من المباراة، حتى قام بينوا بأداء حركة دوران التنين على فريق مات بلوم وأجبرهم (فريق مات بلوم) على الخضوع للفوز.
المسابقة الثالثة كان فيها المصارع زاك جوين يواجه منافسه مات هاردي. قام كلا الرجلين بمجموعة متنوعة من الحركات على بعضهما البعض حتى قام جوين بأداء قفز على المنصة بساق واحدة على هاردي لتحقيق الفوز.
في المباراة التالية، واجه فريق باشام براذرز (دوج باشام وداني باشام) فريق وكالة المعاونون للحماية APA (برادشو وفاروق). بعد أن أجرى كلا الفريقين عددًا من المناورات الهجومية على بعضهما البعض، ضربت ليندا مايلز (مساعدة فريق باشام) المصارع برادشو بهراوة. ثم غطى المصارع دوغ غريمه برادشو وقام بتثبيته.

### مباريات الحدث الرئيسي
كانت المسابقة الخامسة هي مباراة من نوع "أنا أستسلم" ، حيث من أجل الفوز يجدر بأحد المنافسين ي أن يجبر الآخر على قول «أنا أستسلم»، بين رئيس WWE فينس ماكماهون، برفقة سيبل، ضد ابنته ستيفاني مكماهون المدير العام لـ سماكداون. رافقت ستيفاني إلى الحلبة والدتها ليندا مكماهون. قام فينس بتغيير قواعد المباراة، بما في ذلك النص على أن ستيفاني يمكن أن تهزمه بالتثبيت أو الخضوع، لكنه اضطر إلى إجبارها على الاستسلام. علاوة على ذلك، اضطر الخاسر في المباراة إلى التنازل عن منصبه في الشركة (رئيس مجلس الإدارة أو المدير العام). انتهت المباراة عندما قام فينس بخنق ستيفاني بأنبوب رصاص، وتركت ليندا المباراة لصالح ستيفاني. نتيجة لذلك، تمت إزالة ستيفاني من منصب المدير العام لـ سماكداون.

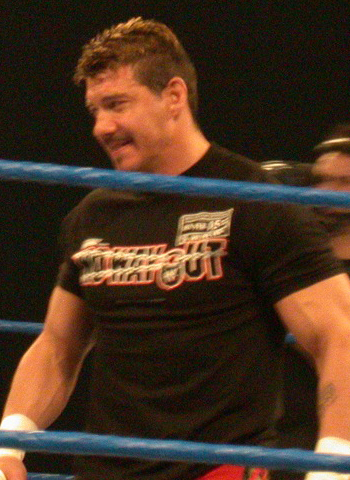
دافع إيدي غيريرو عن بطولة الولايات المتحدة ضد بيج شو

كانت المباراة الأولى المميزة هي مباراة قياسية بين كورت أنجل وجون سينا.
بدأ المصارع أنجل بالنزيف داخليا بعد أن أجرى سينا حركة تسمى لمسة دانيان المميتة DDT عليه داخل حلبة المصارعة.
في وقت لاحق من المباراة، حاول المصارع سينا بعمل رمية فو FU لكن قام المصارع أنجل بإبطالها.
بعد ذلك، حاول أنجل بعمل حركة أنجل سلام لكن جون سينا تصدى للمناورة.
ثم أعطى سينا لاحقًا رمية فو FU لغريمه أنجل والذي بادره برحكة أنجل سلام ثم طبق حركة قفل الكاحل، مما أدى إلى استسلام سينا.
كانت المباراة الثانية المميزة على البطاقة السفلية مطابقة قياسية لبطولة WWE الأمريكية بين إيدي غيريرو وبيج شو. استخدم إدي غيريرو مجموعة متنوعة من التكتيكات بما في ذلك ضرب منافسه بغطاء علبة قمامة، ولكمه بقبضة نحاسية ثم ضربه بالحزام (حزام لقب البطولة).
وبعد ضرب بيج شو بالحزام، قام إدي غيريرو بأداء حركة قفزة الضفدع ثم أجرى بيج شو حركة شوك سلام لكن غيريرو وضع قدمه على الحبل. فقام بيج شو بأداء حركة شوك سلام آخرى على إدي غيريرو للفوز باللقب.

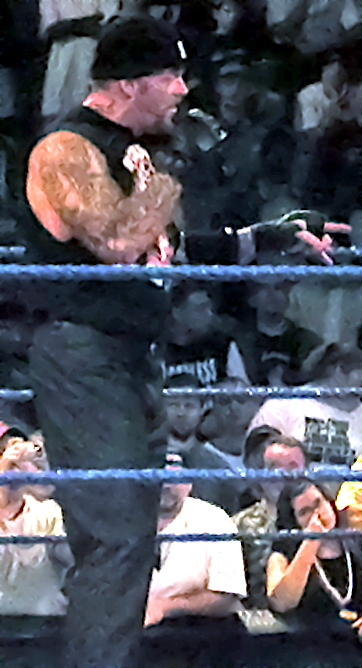
أندرتيكر ، الذي واجه بروك ليسنر في بطولة WWE

كان الحدث الرئيسي هو مباراة من نوع مباراة الأشرطة لبطولة WWE بين بروك ليسنر وأندرتيكر. أثناء المباراة، عُلقت سلسلة على عمود فوق الحلبة، وبمجرد استرجاعها يمكن استخدامها كسلاح قانوني. بعد أن تحمل أندرتيكر سلسلة من اللكمات من ليسنر حاول إنزال السلسلة، لكن الأنوار في الحلبة انطفأت وتسلق مرة أخرى إلى الحلبة. ثم نفذ تيكر حركة بيلدرايفر (حركة اسقاط) على منافسه ليسنر على درجات الحلبة.
ثم ضرب ليسنر غريمه أندرتيكر بالشريط المعلق وقام بتثبيته للاحتفاظ باللقب.

## ما بعد الكارثة
نتيجة لخسارتها مباراتها ضد والدها، أجبرت ستيفاني مكماهون على الاستقالة (بصفتها مدير عام سماكداون) بعد موسم لا رحمة No Mercy الرياضي، وأعلن فينس مكمان عن تعيين بول هيمان كمدير عام جديد.
حجز بول هيمان مباراة من نوع مباراة العائق، حيث يواجه المصارع أندرتيكر كلا من بروك ليسنر وبيج شو.
صرح هيمان أنه في حالة فوز أندرتيكر، يمكنه مواجهة أي شخص يتمناه في الموسم الرياضي الجديد «سلسلة الناجين 2003».
خلال المباراة، كانت هناك العديد من الفرص التي كان تمكن فوز أندرتيكر بالمباراة، لكن هيمان أعاد المسابقة ثلاث مرات.
ومع ذلك، فقد فاز في النهاية أندرتيكر بالمسابقة، وأعلن أنه يريد مباراة من نوع «مباراة الدفن» ضد فينس مكمان. الذي سيحاول الفوز بالمباراة بمساعدة المصارع كين (الأخ غير الشقيق للمصارع أندرتيكر).
انتهى الخلاف بين المصارع كورت أنجل والمصارع سينا بعد فترة وجيزة من موسم لا رحمة الرياضي.
ففي حلقة 6 نوفمبر من المواجهة العنيفة ! ، تم تقديم عرض على جون سينا ليصبح العضو الأخير في فريق المصارع ليسنر في مباراة الإقصاء التقليدية من خمسة إلى خمسة في «سلسلة الناجين 2003».ومع ذلك، رفض سينا العرض.
وكذلك انتهى الخلاف بين المصارعين بيج شو وإدي غيريرو بعد الموسم، مع استمرار إدي غيريرو في المنافسة على بطولة الفرق الثنائية دبليو دبليو إي مع شافو غيريرو.
ومع ذلك أخفق إدي غيريرو في الفوز باللقب في مباراته مع الأخوة باشام في مباراة من نوع مباراة العائق.

## استقبال الجمهور
يمكن أن تستوعب ساحة Mariner Arena الأولى 14000 متفرج، ولكن تم تقليل السعة لـموسم لا رحمة الرياضي. بلغ عدد الحضور التقريبي لهذا الحدث 8500 وتلقى 254000 عملية شراء مدفوعة الأجر. بلغت عائدات الدفع مقابل المشاهدة للترويج 24.7 مليون دولار. صنف قسم المصارعة المحترفة في موقع Canadian Online Explorer الحدث بأكمله على أنه 4 من أصل 10 نجوم. كان التصنيف أقل من تصنيف حدث عام 2004 البالغ 5 من أصل 10 نجوم. حصلت المواجهة بين كورت أنجل وجون سينا على أعلى تصنيف لأي مباراة على البطاقة مع 7.5 من أصل 10 نجوم، بينما تم تصنيف مباراة بطولة الولايات المتحدة على 3 من أصل 10 نجوم. وتم تصنيف مباراة الحدث الرئيسية لبطولة WWE بـ 7 من أصل 10 نجوم.
تم إصدار الحدث على قرص DVD في 18 نوفمبر 2003  بواسطة شركة Sony Music Entertainment . وقد وصل القرص DVD إلى المركز السابع على مخطط مبيعات DVD الخاص بـ Billboard للرياضات الترفيهية خلال أسبوع 13 ديسمبر 2003، على الرغم من انخفاضه بعد ذلك. وبقيت على الرسم البياني حتى أسبوع 20 ديسمبر، لتحتل المرتبة الثانية عشرة.

## النتائج
| رقم | النتائج                                                                      | الشروط                                                    | الوقت |
| --- | ---------------------------------------------------------------------------- | --------------------------------------------------------- | ----- |
| 1H | بيلي كيدمان هزم شانون مور                                                    | مباراة فردية                                              | 05:12 |
| 2 | تاچيرى (c) هزم ري ميستيريو                                                   | مباراة فردية لبطولة دبليو دبليو إي (في وزن خفيف الثقيل )  | 11:40 |
| 3 | كريس بنوا هزم مات بلوم عن طريق إخضاع الخصم                                   | مباراة فردية                                              | 12:24 |
| 4 | زاك جوين هزم مات هاردي                                                       | مباراة فردية                                              | 05:33 |
| 5 | الأخوة باشام (داني باشام ودوج باشام) هزم فريق APA (جون برادشو ليفيلد وفاروق) | مباراة فرق                                                | 08:55 |
| 6 | فينس مكمان (مع سيبل) هزم ستيفاني مكمان (مع ليندا مكمان)                      | أنا أستسلم و الخاسر يغادر المدينة                         | 09:24 |
| 7 | كيرت أنغل هزم جون سينا عن طريق إخضاع الخصم                                   | مباراة فردية                                              | 18:28 |
| 8 | بيغ شو هزم إدي غيريرو (c)                                                    | مباراة فردية لبطولة بطولة الولايات المتحدة دبليو دبليو إي | 11:27 |
| 9 | بروك ليسنر (c)هزم أندرتيكر                                                   | مباراة الأشرطة لـ بطولة دبليو دبليو إي                    | 24:14 |
| - (c) – تشير إلى البطل (الأبطال) عند بداية المباراة - H – تشير إلى أن المباراة تم بثها قبل بدء بث الدفع مقابل المشاهدة ساندي نايت هيت |                                                                              |                                                           |       |

## روابط خارجية
- الموقع الإلكتروني الرسمي لـ 1st Mariner Arena نسخة محفوظة 7 نوفمبر 2011 على موقع واي باك مشين.
- الموقع الرسمي لا رحمة 2003